# John Leslie Breck

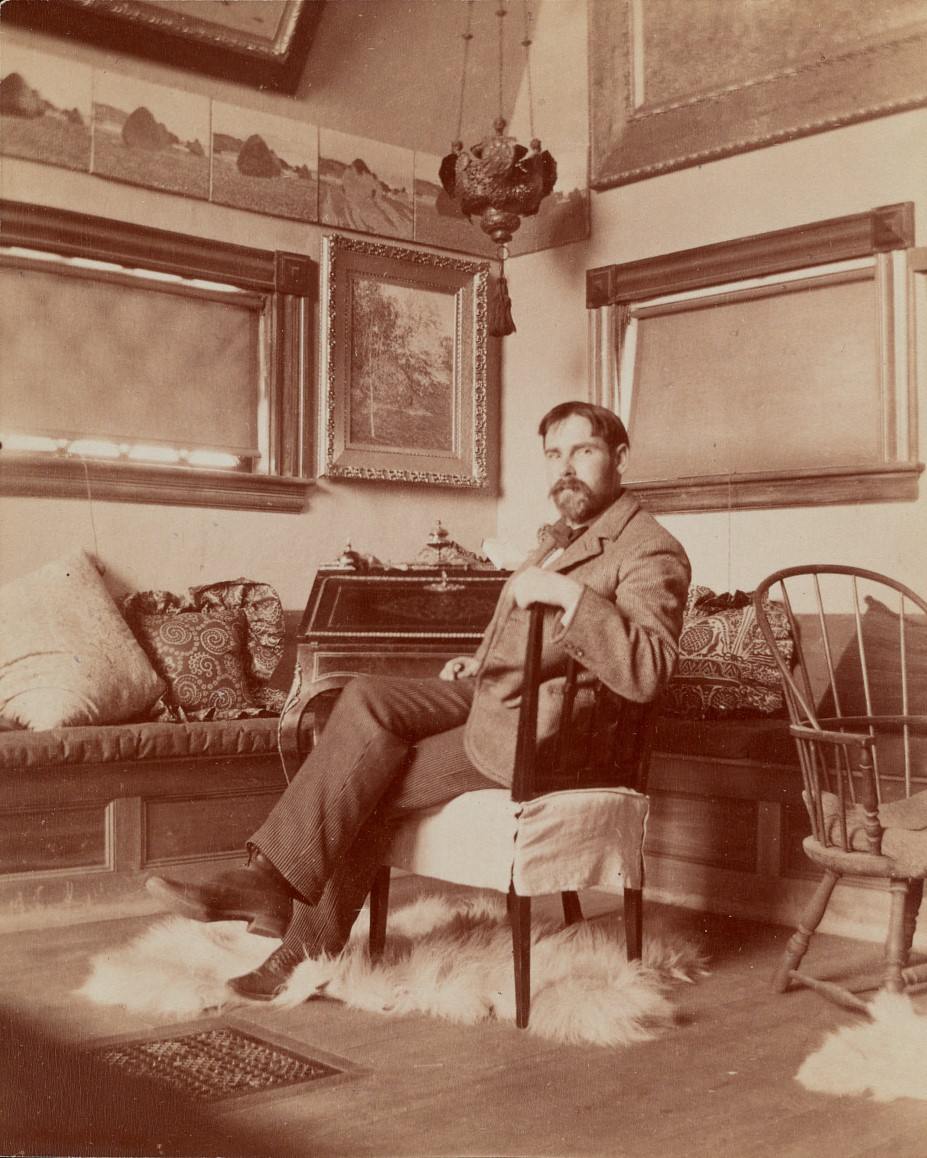
John Leslie Breck in seinem Atelier, um 1896

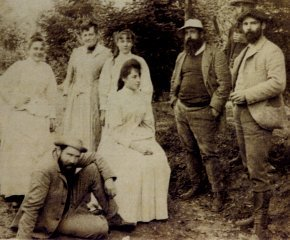
Gruppenbild in Giverny 1888: Vorn sitzend John Leslie Breck, dahinter Alice Hoschedé und drei ihrer Töchter, mittig stehend Claude Monet, rechts dahinter sein Sohn Jean und rechts am Rand der Maler Henry Fitch Taylor

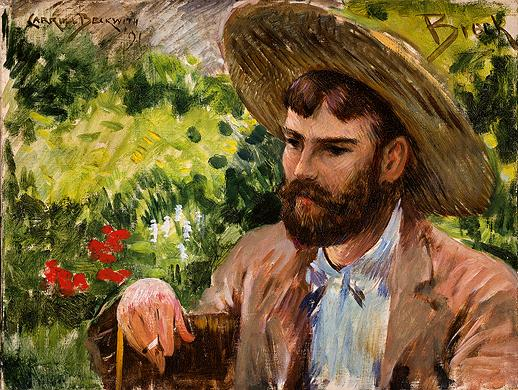
James Carroll Beckwith: Bildnis John Leslie Breck, 1891

John Leslie Breck (geboren am 10. April 1860 während einer Schiffsreise in der Nähe von Guam; gestorben am 18. März 1899 in Boston) war ein amerikanischer Maler des Impressionismus.

## Leben und Werk
John Leslie Breck kam 1860 auf dem Segelschiff Moonlight zur Welt, das sich im Pazifischen Ozean in der Nähe der Insel Guam auf dem Weg nach Hongkong befand. Sein Vater Joseph Berry Breck (1828–1865) war der Kapitan des Schiffs, seine Mutter Ellen Frances, geborene Newell (1840–1915), war dessen zweite Frau. Seine zwei älteren Zwillingsschwestern starben bereits im Säuglingsalter, der jüngere Bruder Edward Breck wurde später Autor, Diplomat und Spion. > Die wohlhabende Familie lebte zunächst in San Francisco, wo der Vater 1865 starb. Danach zog die Mutter mit ihren beiden Söhnen nach Newton Lower Falls, einem Ortsteil der Gemeinde Newton unweit von Boston. Seine Schulausbildung in Neuengland begann Breck 1868 an der Governor Dummer Academy in Byfield. 1873 wechselte er an die St. Mark’s School in Southborough, die er 1877 mit der Reifeprüfung (Graduate) abschloss. Im Juni 1878 übersiedelte die Mutter mit ihren beiden Söhnen und Mitgliedern der befreundeten Familie Plummer nach Europa. Ihre erste Station war Leipzig, wo sich John Leslie Breck an der Universität Leipzig einschrieb. Im August 1879 verließ Breck Leipzig und kehrte in die Vereinigten Staaten zurück und ließ sich in Boston nieder. Im Oktober 1880 reiste er erneut nach Deutschland und begann ein Kunststudium bei Alexander Strähuber an der Königlichen Akademie der Bildenden Künste in München. In die Münchner Zeit datieren Brecks erste Landschaftsgemälde. Anschließend wechselte er an die Koninklijke Academie voor Schone Kunsten van Antwerpen, wo er Unterricht bei Charles Verlat erhielt.
1883 kehrte Breck zurück in die Vereinigten Staaten und wohnte dort in Somerville. Die Mutter heiratete im selben Jahr den wohlhabenden Kaufmann Frederic William Rice, ein Neffe ihres verstorbenen Ehemanns. Der Stiefvater starb zwei Jahre später im Alter von 35 Jahren. John Leslie Breck war im engen Austausch mit der Kunstszene in Neuengland und verfasste in dieser Zeit auch Gedichte und schrieb drei Lieder, zu denen der befreundete Komponist George Chadwick die Musik komponierte. Chadwick erwarb später ein Gemälde von Breck, ebenso der Komponist Horatio Parker und der Klavierbauer Henry Mason, Gründer des Unternehmens Mason and Hamlin. Zu Brecks Bostoner Freundeskreis gehörte zudem der Musiker Franz Kneisel. Den Sommer 1884 verbrachte Breck in East Gloecester auf Cape Ann am Atlantischen Ozean. Im Sommer 1885 kehrte er hierher zurück und malte nun zusammen mit Freunden aus der Münchner Studienzeit wie John White Alexander, Joseph DeCamp, Louis Ritter und Ross Turner. Brecks erhaltenen Gemälde aus dieser Zeit zeigen vor allem Blumenstillleben vor dunklem Hintergrund. Zudem malten Breck und Ritter in den 1880er Jahren wiederholt in Rutland im Worcester County, wo die Familie Ritter eine Farm besaß. Mit den Freunden Alexander und Turner verband Breck eine Vorliebe für das Zeichnen von Karikaturen. Ein weiterer Freund, der Maler Frances C. Houston, schuf 1885 das früheste bekannte Porträt von Breck.
Zusammen mit seiner Mutter reiste Breck Anfang Juli 1886 nach Paris, wo sie seinen Bruder Edward trafen. Im Sommer unternahm er mit Louis Ritter einen Ausflug nach Étretat an der Kanalküste, wo Brecks erste Meeresansichten entstanden. Das nächste Jahr studierte er an der Pariser Académie Julian. Er erhielt Unterricht bei den Malern Gustave Boulanger und Jules-Joseph Lefebvre, zu seinen Studienfreunden gehörten die amerikanischen Maler Edmund C. Tarbell und Philip Leslie Hale. Gemeinsam mit Freunden, darunter die Maler Willard Leroy Metcalf und Theodore Robinson, erkundete er im Frühjahr 1887 die Seine-Landschaft nordwestlich von Paris und besuchten Giverny, den Wohnort von Claude Monet. Sie lernten ihn jedoch zunächst nicht persönlich kennen. Im Mai 1887 mietete Breck mit den Künstlerfreunden für ein Jahr zwei Häuser in Giverny an. In einem der Häuser lebten William Blair Bruce, Robinson, Metcalf, Henry Fitch Taylor und Theodore Wendel, im zweiten Haus wohnten Breck mit seiner Mutter und seinem Bruder sowie Louis Ritter. Im Folgejahr zog Breck in Giverny in das Hôtel Baudy um, wohin bereits Robinson gewechselt hatte. Es folgten Dawson Dawson-Watson, Wendel, Hale und weitere Maler. Im Salon de Paris 1888 konnte Breck die beiden Gemälde Autumn, Giverny und The First Snow ausstellen. Anschließend stellte er die beiden Gemälde in der III. Internationalen Kunstausstellung im Münchner Glaspalast und 1889 auf der Pariser Weltausstellung aus, wo er für das in dunklen Farben und in der Tradition der Académie des Beaux-Arts gemalte Bild Autumn eine Ehrenvolle Erwähnung erhielt. Im Pariser Salon zeigte Breck 1889 die Gemälde Evening und Twilight.
Seit Herbst 1887 entwickelte sich ein kollegiales Verhältnis zwischen Breck und Monet, ohne das der ältere Franzose als Lehrer wirkte. Von den zahlreichen Malern der amerikanischen Kolonie in Giverny gehörten nur Breck und sein Freund Taylor zu den Künstlern, mit denen Monet gemeinsam malte. Unter Monets Einfluss entwickelte sich Brecks Malstil von einer dunklen Farbgebung im akademischen Stil hin zum Impressionismus. Mit typisch lockerem, kurzen Pinselstrich schuf er farbenfrohe Motive in Giverny und der Umgebung. Während Monets Abwesenheit im Frühjahr 1888 entwickelte sich eine engere Freundschaft zwischen Breck und Blanche Hoschedé, der Tochter von Monets Partnerin Alice Hoschedé. Als Monet im Sommer 1888 davon erfuhr, missbilligte er diese Beziehung. Zwar mochte er Breck, vermutete aber, das dieser seine Stieftochter nicht ernähren könne. Breck blieb noch bis Oktober 1889 in Giverny, während vieler seiner Freunde bereits nach Paris oder in die Vereinigten Staaten zurückgekehrt waren. Im Mai 1889 war Breck für einige Zeit in Neapel. Im November 1889 zog Breck zunächst nach Paris und kehrte im April 1890 zusammen mit seiner Mutter zurück in den Vereinigten Staaten. Dort traf er die befreundete Malerin Lilla Cabot Perry wieder, die zuvor ebenfalls in Giverny gemalt hatte. Sie zeigte wenig später in einer privaten Atelierausstellung eine Reihe von Brecks impressionistischen Landschaftsbildern, was für einige Aufmerksamkeit beim kunstinteressierten Publikum in Boston sorgte. Zusammen mit Ross Turner unterrichtete Breck im Sommer 1890 Malerei in Salem. Am 3. Oktober 1890 gab Breck seine Verlobung mit Nellie Plummer bekannt, die mit ihrer Familie bereits in Leipzig zu seinem Freundeskreis gehörte. Zu einer Hochzeit kam es jedoch nie. Im November 1890 wurde eine umfangreiche Einzelausstellung seiner Werke im angesehenen St. Botolph Club in Boston gezeigt, die erste öffentliche Präsentation impressionistischer Werke eines amerikanischen Künstlers. Im Frühjahr 1891 unternahm Breck zunächst eine Reise nach Kalifornien, wo er Los Angeles und Santa Barbara besuchte. Im Juni des Jahres reiste er zusammen mit seiner Mutter nochmals nach Giverny, wo sie den Sommer verbrachten. Im Spätsommer malte Breck in Giverny in Reihe von Gemälden mit dem Motiv der Getreideschober, die auch aus eine Reihe von Bildern Monets bekannt sind.
Im November 1891 reiste er nach London, wo sein Bruder Edward inzwischen lebte. Er blieb dort ein Jahr und verbrachte 1892 einige Zeit in Kent. Sein Gemälde Millstream in Midsummer konnte er im April im New English Art Club in London ausstellen, im August wurden 20 seiner Bilder in Buffalo gezeigt. Im Oktober des Jahres kehrte Breck zusammen mit seiner Mutter nach Massachusetts zurück und ließ sich im Ortsteil Auburndale der Gemeinde Newton nieder. 1893 veranstaltete die Galerie J. Eastman Chase in Boston seine zweite Soloausstellung; im Mai des Jahres wurde er Mitglied der Society of American Artists. Den Sommer 1893 verbrachte die Familie Breck in Annisquam auf Cape Ann, wo er sich erneut der Landschaftsmalerei widmete. Im Juni und Juli 1894 malte Breck Motive am Charles River, im August besuchte er den befreundeten Maler Dwight Blaney auf Ironbound Island im Hancock County (Maine). Anschließend hielt er sich im September erneut in East Gloucester auf. 1895 folgte eine weitere Schau seiner Werke im St. Botolph Club. Im Sommer 1896 besuchte Breck erneut seinen Freund Blaney auf Ironbound Island. Im Februar 1897 reiste Breck zusammen mit seiner Mutter nach Berlin. In der dortigen Galerie von Fritz Gurlitt wurden ab Ende März 1897 mehrere seiner Werke gezeigt. Von Berlin aus reiste er mit der Mutter nach Venedig weiter, wo er mehr als 25 Gemälde schuf. Im Juli kehrte er in die Vereinigten Staaten zurück. Gemeinsam mit seiner Verlobten Nellie Plummer besuchte er im September 1897 erneut seinen Freund Blaney auf Ironbound Island. Im Februar 1898 mietete sich Breck ein Atelier in New York City und stellte später seine Werke in der Society of American Artists und in der National Academy of Design aus. Im Juni kehrte er nach Auburndale zurück. Im Februar 1899 malte Breck in Chocorua im US-Staat New Hampshire. Im März 1899 starb Breck an einer Gasvergiftung im St. Botolph Club in Boston, vermutlich durch Suizid. Sein Grab befindet sich auf dem Forest Hills Cemetery in Boston.
Obwohl Breck seine Werke häufig ausstellte und immer wieder positive Kritiken bekam, konnte er nur wenige Werke verkaufen. Die kaufkräftigen Sammler bevorzugten meist Werke französischer Künstler, die zu dieser Zeit ebenfalls erschwinglich waren. Heute finden sich Werke von Breck beispielsweise in den Sammlungen der Terra Foundation for American Art, der Harvard Art Museums, des Carnegie Museum of Art, des Musée des impressionnismes Giverny, des Museum of Fine Arts, Boston, des Museum of Fine Arts in Saint Petersburg, des Georgia Museum of Art, des Smithsonian American Art Museum und des Mint Museums in Charlotte. Das Gemälde Bildnis John Leslie Breck von James Carroll Beckwith gehört zur Sammlung der National Gallery of Art in Washington, D.C.

## Werke (Auswahl)

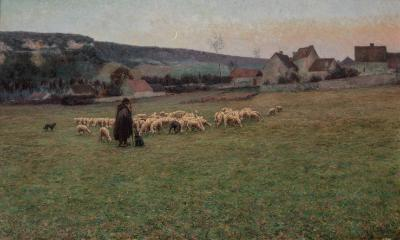
Autumn, Giverny, 1888
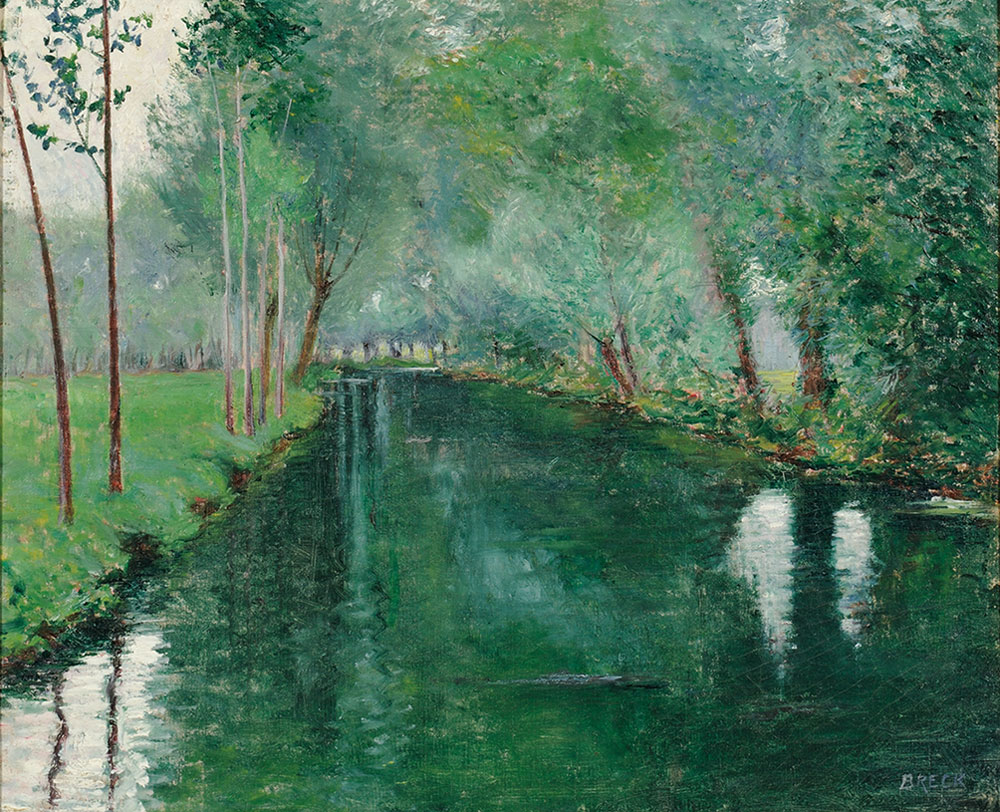
The river Epte, Giverny, 1887
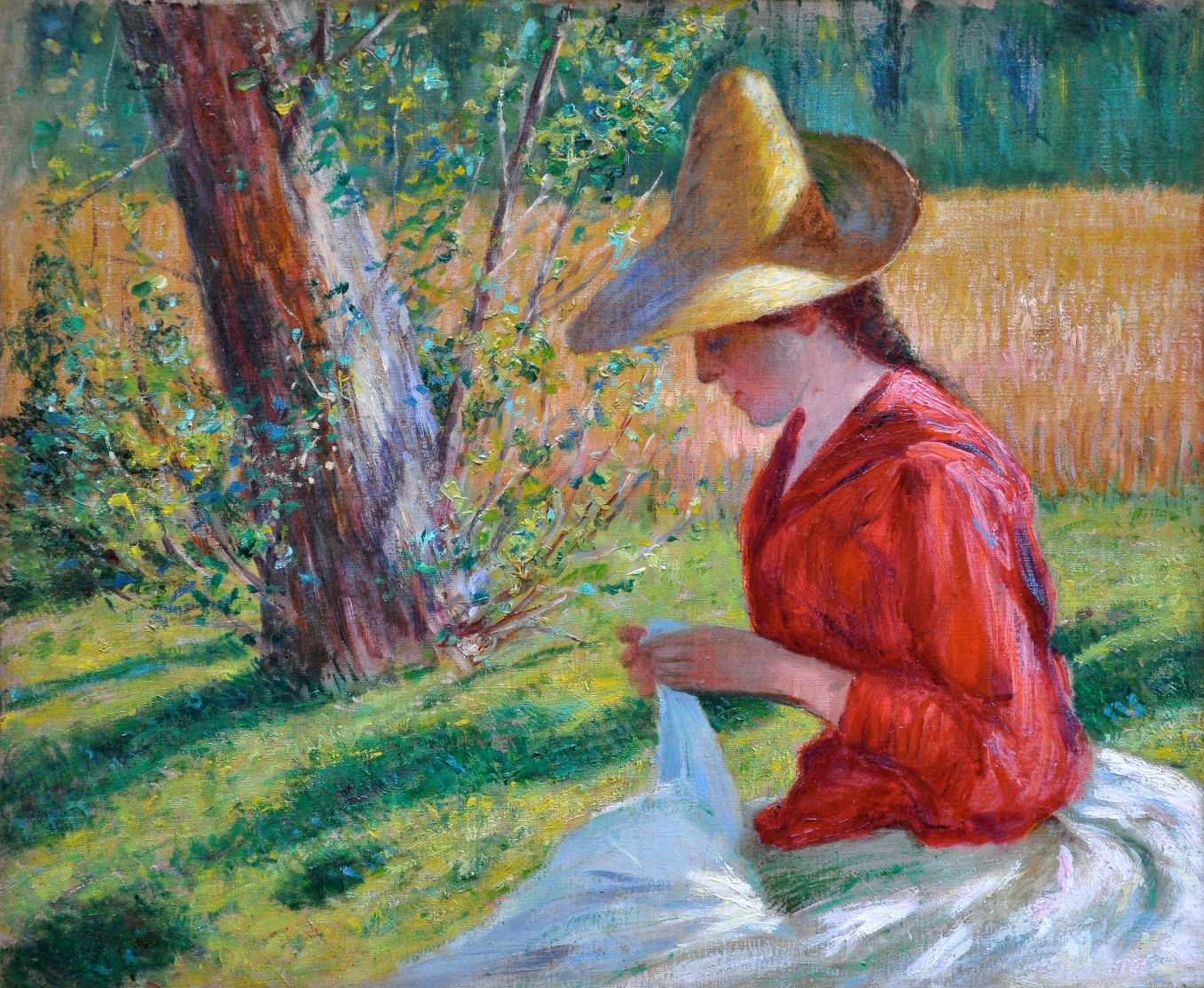
Suzanne Hoschede sewing, 1888
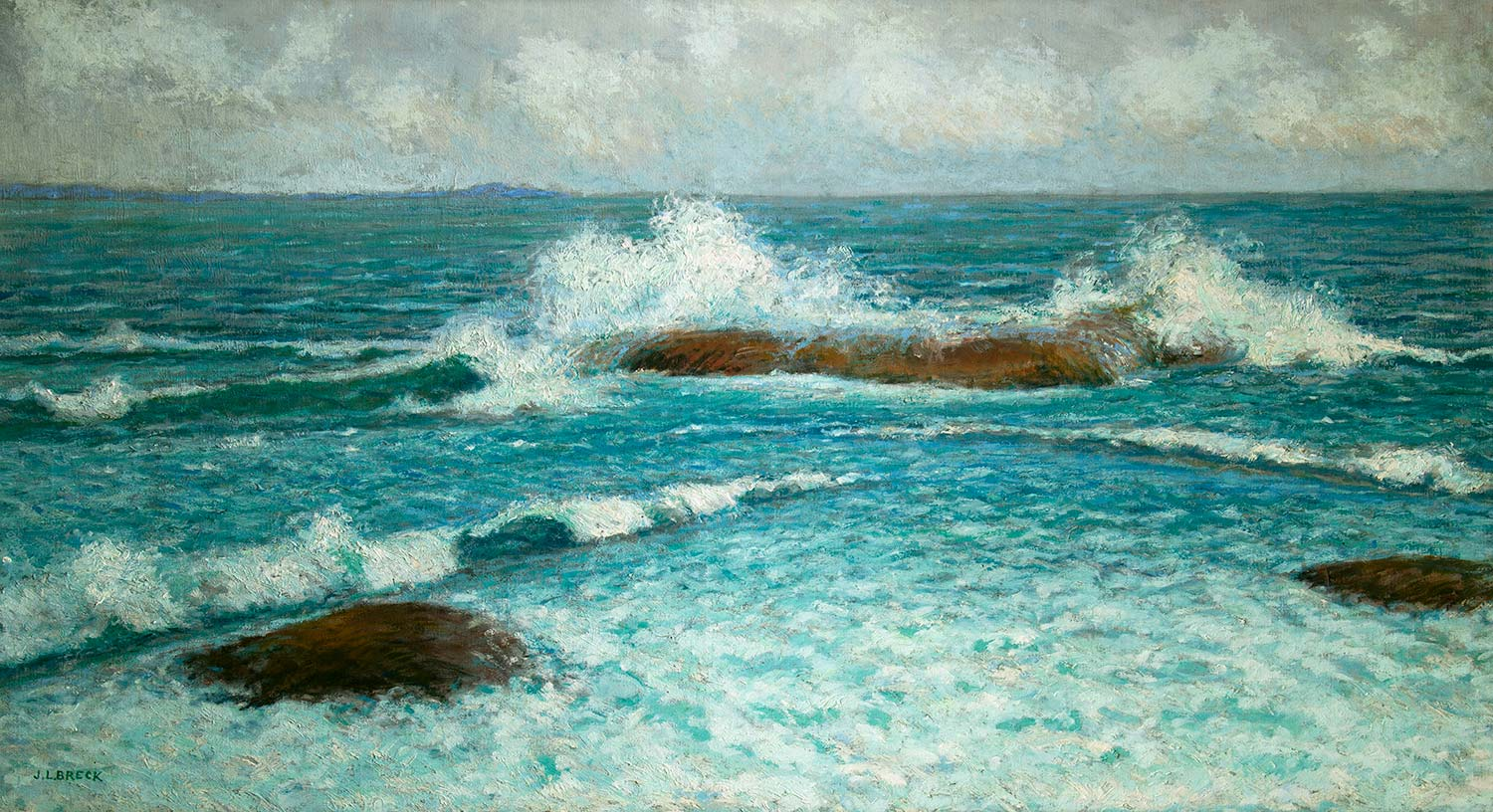
Surf at Gloucester, 1890
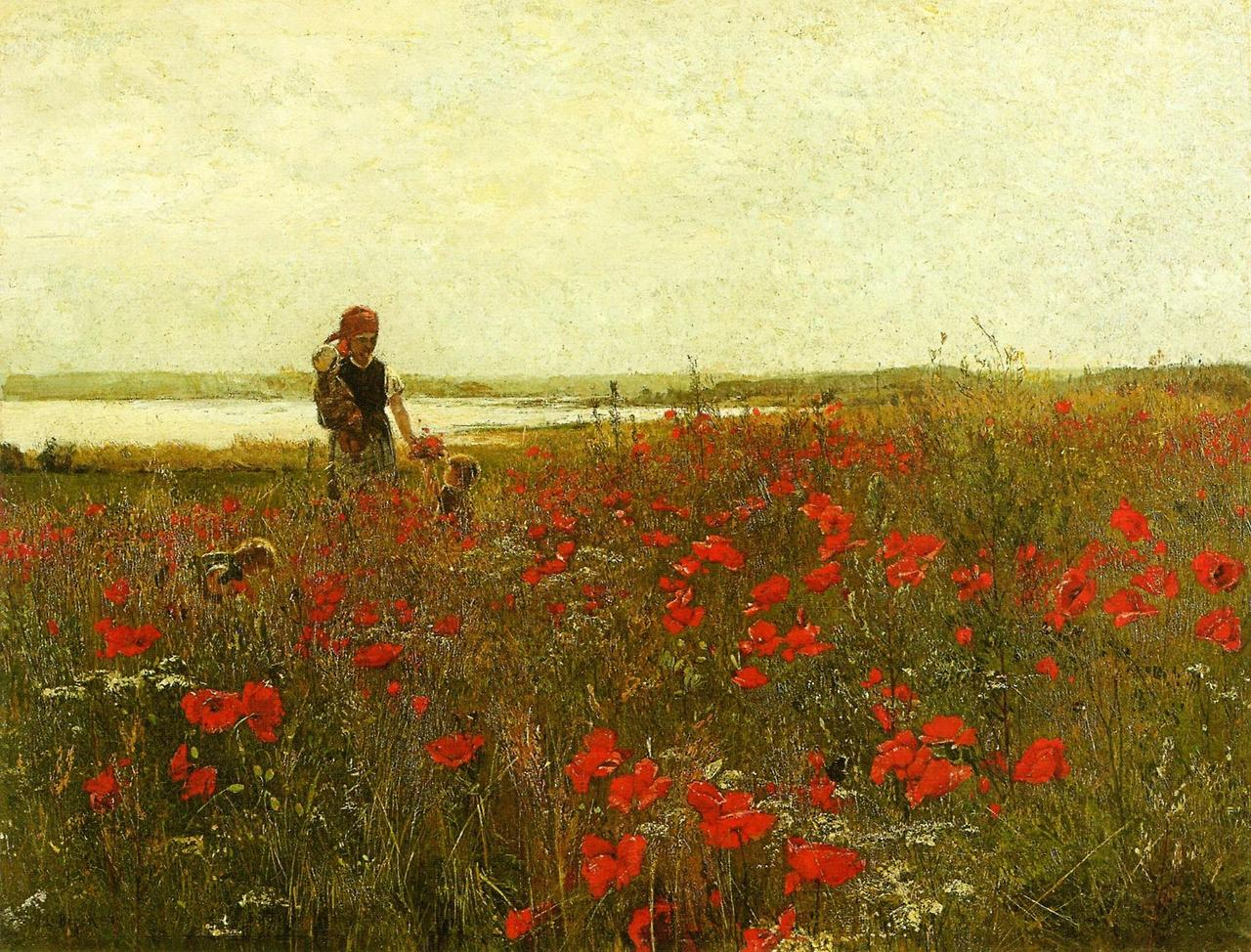
Poppies, um 1890
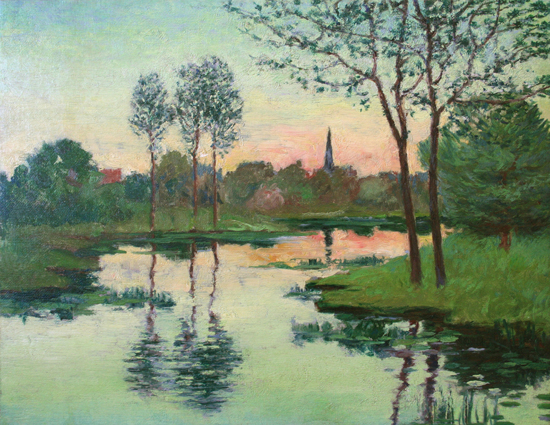
Sunset on the river, um 1890
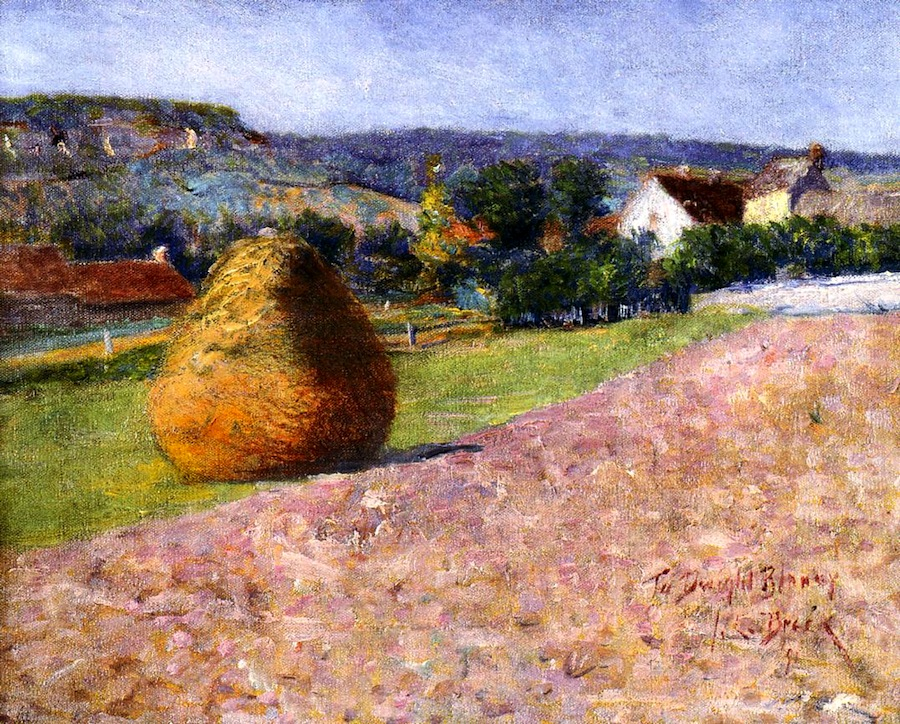
Grainstack, Giverny, um 1891
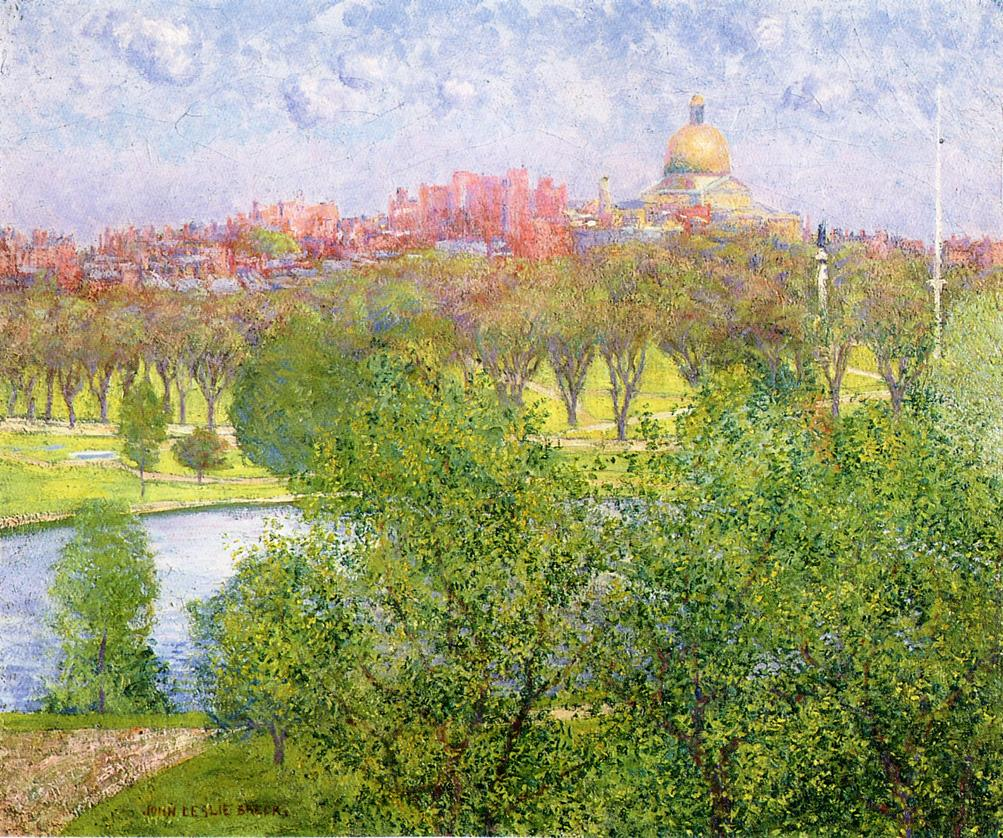
The gilded dome, spring, 1894
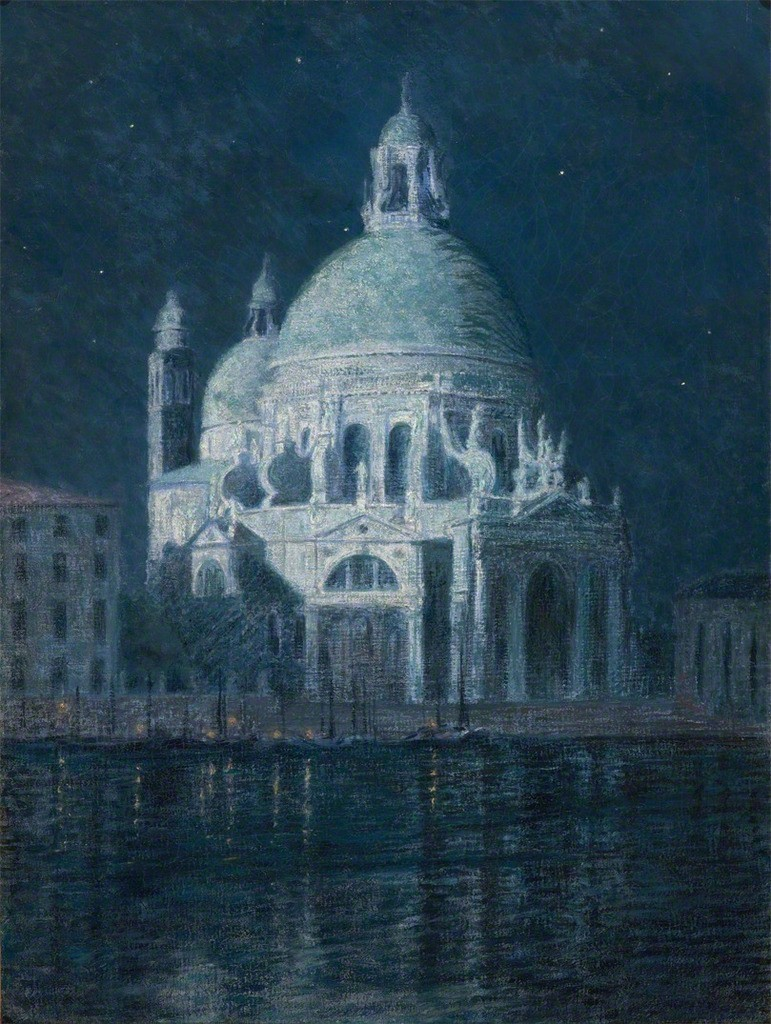
Santa Maria Della Salute by Moonlight, 1897